# Santos Blas y Carlos en Catinari (título cardenalicio)
Santos Blas y Carlos en Catinari es un título cardenalicio diaconal de la Iglesia Católica. Fue instituido por el papa Juan XXIII en 1959 con la constitución apostólica Quos nationum.
En 1587, Sixto V creó el título San Blas en el Anello. La iglesia fue derruida y el título transferido en 1616 por Pablo V a una nueva iglesia que le da el título de San Carlos en Catinari, posteriormente suprimido por Urbano VIII en 1627. En memoria de la primera iglesia, esta nueva iglesia toma el nombre de los santos Blas y Carlos.

## Titulares de San Blas en el Anello
- Ippolito de Rossi (1587-1591)
- Guido Pepoli (1595-1596)
- Fernando Niño de Guevara (1597-1599)
- Bonviso Bonvisi (1599-1603)
- Girolamo Pamphilj (1604-1610)
- Orazio Spinola (1616)

## Titulares de Santos Blas y Carlos en Catinari
- Arcadio María Larraona Saralegui, C.M.F. (17 de diciembre de 1959 - 28 de abril de 1969)
- Luigi Raimondi (5 de marzo de 1973 - 24 de junio de 1975)
- Giuseppe Maria Sensi (24 de mayo de 1976 - 22 de junio de 1987)
- Angelo Felici (28 de junio de 1988 - 17 de junio de 2007)
- Leonardo Sandri (24 de noviembre de 2007 - 26 de junio de 2018); título episcopal pro hac vice (26 de junio de 2018)